# 隈之城站
隈之城站（日语：／ Kumanojō eki */?）是位於鹿兒島縣薩摩川內市隈之城町，屬於九州旅客鐵道（JR九州）的鹿兒島本線車站。

## 概要
此站每小時設有1至3班列車停站，鹿兒島方向的列車は大多數前往鹿兒島中央，也有數班直通至日豐本線，前往國分、都城、宮崎。
在出水、熊本方向列車中，每日設有31班列車，當中26班前往川內，而肥薩橙鐵道於此站折返的直通列車每日設有5班，由於直通列車行經高校地區，因此在上學時段與放學時段（早上和黃昏）駛入此站。曾經設有直通至肥薩橙鐵道線的快速「快速海洋快車薩摩」通過此站。另一方面，特急「川內特快」停此站。

## 歷史
- 1914年6月1日：鐵道院車站啟用[2]。
- 1927年（昭和2年）10月27日 - 湯浦站至水俁站之間開業，八代站至鹿兒島站之間編入至鹿兒島本線。
- 1987年（昭和62年）4月1日 - 伴隨國鐵分割民營化，車站由九州旅客鐵道（JR九州）營運。
- 2004年（平成16年）4月1日 - 成為無人車站。
- 2012年（平成24年）12月1日 - 此站可以使用IC卡「SUGOCA」[3]。

## 站名的來源
本站啟用之初位於薩摩郡隈之城村。「隈之城」是鎌倉時代至江戶時代二福城的別名。在日本中世纪時代，薩摩忠友和島津實久居住於該城，為薩摩國其中一座主要城堡。

## 車站構造

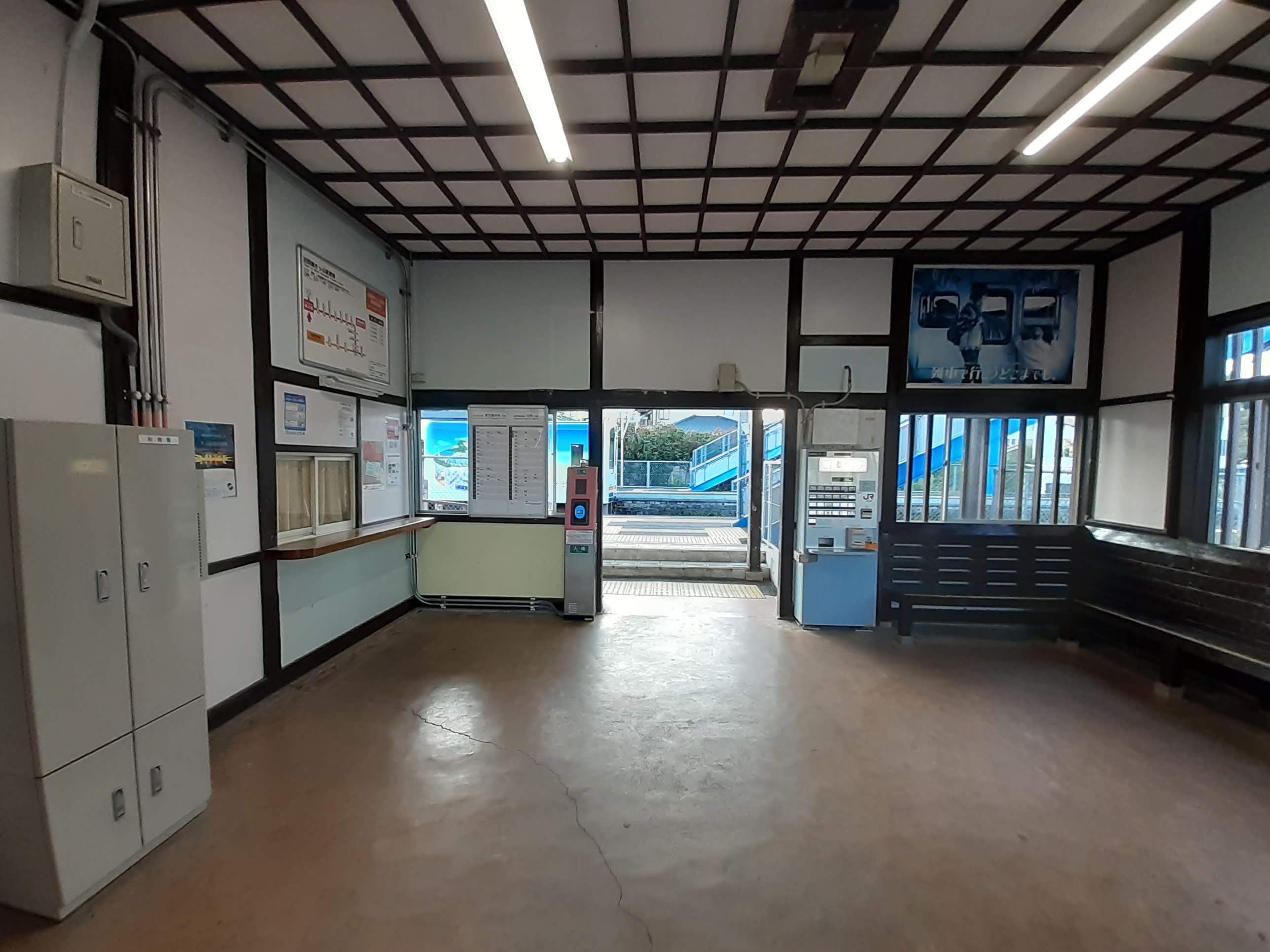
候車室內(2020年10月)

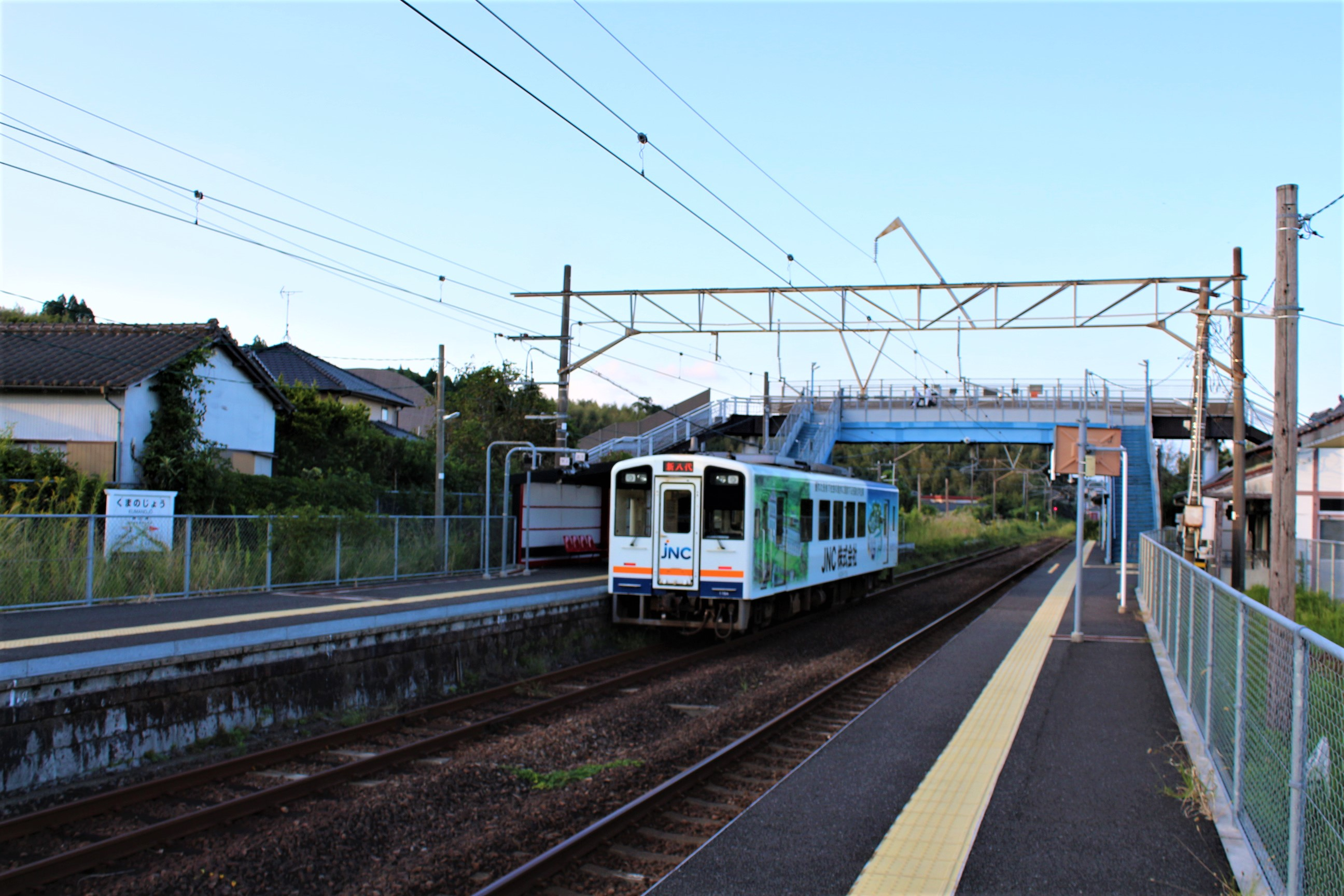
月台（2020年10月）

本站是地面車站，設有2面2線的相對式月台。此站的站房為城堡形態的小型站房，站內設有跨線橋。
本站鄰近住宅區，也設有Reimei高等學校和川内純心女子高等學校使通勤和上學乘客使用此站。在2004年3月31日前九州交通企劃負責車站業務，為業務委託車站。隨著川内純心女子高等學校關校，使用者減少，因此成為無人車站。但部分時段鹿兒島鐵道事業部鹿兒島乘務中心的列車長會在此站進行閘口業務。站外設有古老公廁，於2016年3月重建。
此站可以使用「SUGOCA」IC卡，以及可以與SUGOCA互相使用的交通系IC卡。站内設有簡易SUGOCA閘機與自動售票機（不可使用IC卡），且無法增值和購買SUGOCA卡。下車客中除IC卡使用者外，可把普通乘車票投入至車站回收箱，或交給列車長。。

### 月台
上下行列車主要在1號月台停站，在車站大樓的一方。當發生列車交會時，上行列車（川內方向）會使用2號月台。
特急燕在過去會通過此站，為了使列車高速通過此站，1號月台可讓上下行列車通過，為一線通過的月台結構。因此兩月台可向兩方向出發。而肥薩橙鐵道出水方向列車則使用2號月台。
| 月台 | 路線                                      | 上下行 | 方向                   |
| ---- | ----------------------------------------- | ------ | ---------------------- |
| 1    | ■鹿兒島本線                               | 下行   | 串木野、鹿兒島中央方向 |
| 1    | ■鹿兒島本線                               | 上行   | 川內方向               |
| 2    | ■鹿兒島本線 （包含■肥薩橙鐵道線直通列車） | 上行   | 川內、出水、八代方向   |

## 使用狀況
在2018年度，1日平均乘車人次為392人
以下是近年1日平均使用人次：
| 年度 | 1日平均 乘車人次 | 1日平均 上下車人次 |
| ---- | ---------------- | ------------------ |
| 2004 | 469              |                    |
| 2005 | 427              |                    |
| 2006 | 430              |                    |
| 2007 | 384              | 774                |
| 2008 | 352              | 712                |
| 2009 | 336              | 676                |
| 2010 | 355              | 677                |
| 2011 | 330              | 667                |
| 2012 | 325              | 662                |
| 2013 | 354              | 721                |
| 2014 | 360              | 731                |
| 2015 | 358              | 729                |
| 2016 | 366              |                    |
| 2017 | 380              |                    |
| 2018 | 392              |                    |

## 車站周邊
- Reimei中学學高等學校（日语：れいめい中学校・高等学校）
- 隈之城郵局
- 家庭中心高見川內店
- 山田電機九州Teccland薩摩川內店
- K's電機（日语：ケーズデンキ）薩摩川內店
- Place大和（日语：だいわ）川內店
- 7-11薩摩川內隈之城店(設有7銀行（日语：セブン銀行）ATM。)

## 相鄰車站
九州旅客鐵道
■鹿兒島本線
川內－隈之城－木場茶屋
肥薩橙鐵道
■肥薩橙鐵道線（川内站至此站之間為鹿兒島本線）
川内－隈之城

## 注腳
1. 1 2  .   [2020-04-07]. （原始内容存档于2020-01-24）.
2. ↑  鐵道院告示第40號「川内線串木野川内町間鐵道運輸營業開始」，日本《官報》第548號，1914年5月30日，第694頁：國立國會圖書館電子資料庫。
3. ↑  . 交通新聞 (交通新聞社). 2012-12-04: 1.
4. ↑   (PDF). 九州旅客鐵道.   [2019-07-30]. （原始内容存档 (PDF)于2019-12-06）.
5. ↑  薩摩川內市統計書

## 外部連結
- 隈之城（車站資訊） - 九州旅客鐵道